# والیسون
والیسون (انگلیسی: Wallyson؛ زادهٔ ۱۷ اکتبر ۱۹۸۸) بازیکن فوتبال اهل برزیل است.
از باشگاه‌هایی که در آن بازی کرده‌است می‌توان به باشگاه فوتبال بوتافوگو، باشگاه فوتبال باهیا، باشگاه فوتبال کوریتیبا، باشگاه فوتبال سائو پائولو، باشگاه فوتبال اتلتیکو پارانائنزه، باشگاه ورزشی کروزیرو، و باشگاه فوتبال سانتاکروز اشاره کرد.